# Церковь Святых Петра и Павла (Рожанка)
Церковь Святых Петра и Павла (бел. Касцёл Святых Пятра і Паўла) — католический храм в посёлке Рожанка, Гродненская область, Белоруссия. Относится к Щучинскому деканату Гродненского диоцеза. Памятник архитектуры в стиле неоготики, построен, согласно большинству источников, в 1674 году, перестроен в 1827 году. Храм включён в Государственный список историко-культурных ценностей Республики Беларусь.

## История

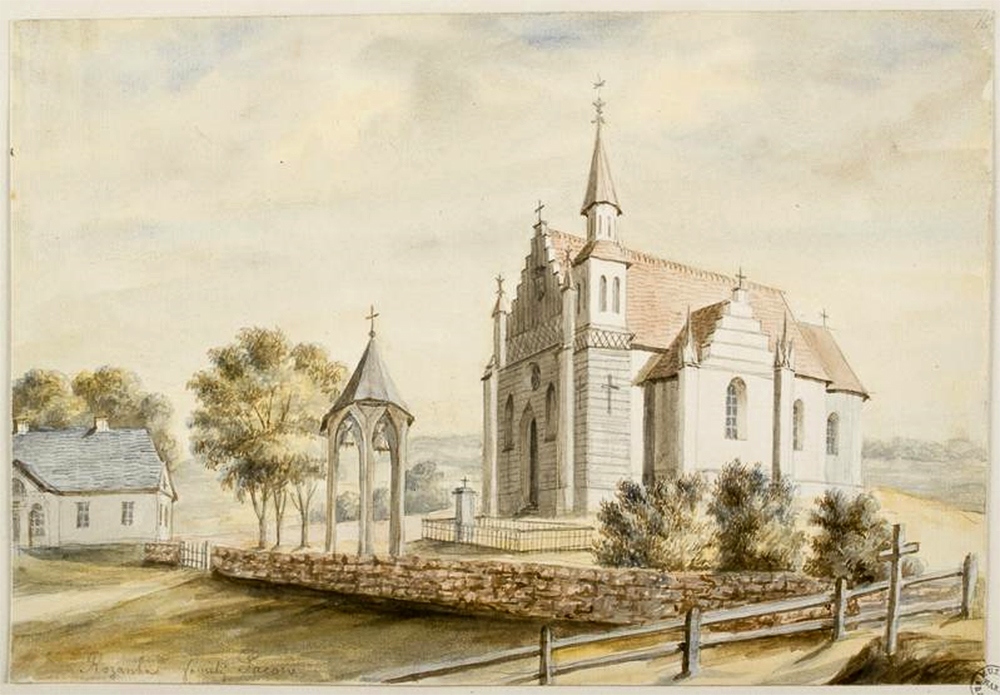
Храм на картине Н. Орды, XIX век

Католический приход в Рожанке основан во второй половине XVII века. Однако вокруг даты строительства здания католического храма идут споры. Согласно большинству источников, храм построен в 1674 году, однако ряд исследователей выдвигает гипотезу о более раннем строительства храма, в конце XVI века, и полагает, что храм был изначально построен как кальвинистский и лишь затем перешёл к католикам. Католические источники гипотезу о протестантском происхождении церкви отвергают. В любом случае известно, что 17 июня 1674 года храм был освящён как католический во имя апостолов Петра и Павла.
В 1827 году костёл в Рожанке был капитально перестроен по заказу графа Людвига Паца по проекту архитектора Генрика Маркони. Перестройка привела к тому, что храм приобрёл неоготический вид, в его архитектуре хорошо прослеживаются черты «английской неоготики», появившейся в Англии во второй половине XVIII века. Ряд исследователей полагает, что эта перестройка была фактически строительством нового храма, и предлагает считать датой постройки храма 1827 год.
В 1924—25 годах прошла очередная реконструкция храма, но на внешний облик она не повлияла.
Храм закрыт в 1960 году и переоборудован под магазин. В 1989 году возвращён Католической церкви, после годичного ремонта заново освящён в 1990 году.

## Архитектура

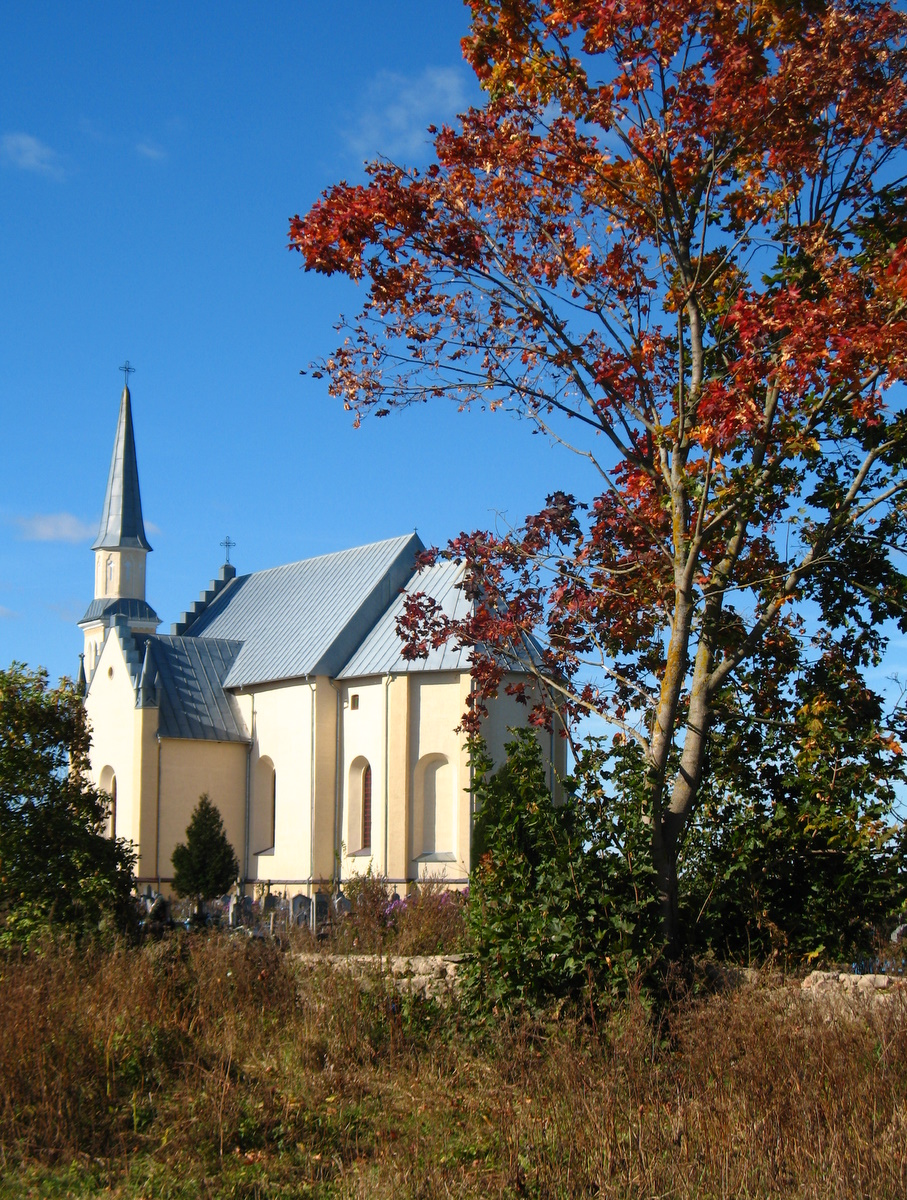
Вид со стороны апсиды

Церковь Святых Петра и Павла — памятник архитектуры неоготики, некоторые авторы характеризуют архитектурный стиль, как эклектику.
Храм — однонефный, крестообразный в плане. Неф завершается более низкой пятигранной апсидой. К боковым стенам основного объёма пристроены две прямоугольные в плане симметричные боковые часовни, а к северной стороне апсиды — небольшая ризница. Над юго-западным углом храма возведена трехъярусная башня (восьмерик на двух четвериках), накрытая восьмигранным островерхим шатром. Углы основного объёма и трансепта укреплены контрфорсами и завершены декоративными башенками — пинаклями. Боковые фасады с высокими полуциркульными окнами декорированы геометрическими витражами. Главный вход решён стрельчатым порталом. По бокам от главного входа — ниши со скульптурами апостолов Петра и Павла. Фасад облицован бутовым камнем. В центре главного фасада находится круглое окно-роза, над ним — декоративный орнамент и щит, украшенный узкими плоскими нишами с трехлопастными арочными завершениями и лепным гербом в середине.
Внутреннее пространство храма перекрыто цилиндрическим сводом, крылья трансепта — крестовыми. Апсида и часовни раскрываются в пространство нефа арочными проемами. Над входом — хоры. Стены основного объёма расчленены пилястрами и украшены в верхней части многофигурными композициями на библейские темы.